# San Juan Atitán
San Juan Atitán é uma cidade da Guatemala do departamento de Huehuetenango.